# 杜鲁门主义
杜鲁门主义（英語：Truman Doctrine）是在美国总统哈利·杜鲁门任期内形成的美国外交政策，成为第二次世界大战后該国的对外政策核心。

## 背景
1945年8月日本投降，第二次世界大戰結束，美國代表資本主義與蘇聯代表社會主義對抗:6。

## 內容
希臘內戰期間，杜鲁门於1947年3月12日发表《国情咨文》，主張：“自由人民正在抵抗少數武裝份子或外來勢力征服之意圖，美國政策必須支持他們。”杜魯門认为，極權主義裹挾自由人民，形成對於國際和平與美國國家安全的威脅。他因此要求国会为援助土耳其和希腊政府，拨款4亿美元，防止当地落入共產黨手中。

## 影響
一般认为，这是杜鲁门主义正式形成的起点。歷史學家艾瑞克·方納認為，杜魯門主義“成為美國在世界各地援助反共政權（無論其多不民主）的先例，並建立一套針對蘇聯的全球軍事聯盟。”美国為了防止共产主义在世界任何地方出现並協助歐洲國家償還美國貸款與協助美國公司戰後的成長，因此实行“马歇尔计划”，援助西欧国家，解救他们战后的贫困，以防止发生革命。美国也大力发展军备，仅在1948年一年内就将核武器的储备从13枚扩展到50多枚。因此杜鲁门主义也是冷战的开始，彻底改变了罗斯福时代的美国对外政策，奠定了战后世界的基本格局。

## 另見
- 國共內戰（馬歇爾調停）
- 馬歇爾計畫